# 14.ª etapa do Tour de France de 2020
A 14.ª etapa do Tour de France de 2020 desenvolveu-se a 12 de setembro de 2020 entre Clermont-Ferrand e Lyon sobre um percurso de 194 km e foi vencida pelo dinamarquês Søren Kragh Andersen da equipa Sunweb. O esloveno Primož Roglič continuou como líder da prova.

## Classificação da etapa
| \| Classificação por etapas \| Classificação por etapas \| Classificação por etapas \| Classificação por etapas \| Classificação por etapas \| \| Ciclista \| Ciclista \| Equipe \| Tempo \| \| \| ------------------------ \| ------------------------ \| ------------------------ \| ------------------------ \| ------------------------ \| \| 1. \| Søren Kragh Andersen \| Team Sunweb \| 4h28m10s \| \| \| 2. \| Luka Mezgec \| Mitchelton-Scott \| + 15s \| \| \| 3. \| Simone Consonni \| Cofidis \| + 15s \| \| \| 4. \| Peter Sagan \| Bora-Hansgrohe \| + 15s \| \| \| 5. \| Casper Pedersen \| Team Sunweb \| + 15s \| \| \| 6. \| Jasper Stuyven \| Trek-Segafredo \| + 15s \| \| \| 7. \| Tony Martin \| Jumbo-Visma \| + 15s \| \| \| 8. \| Oliver Naesen \| AG2R La Mondiale \| + 15s \| \| \| 9. \| Sonny Colbrelli \| Bahrain McLaren \| + 15s \| \| \| 10. \| Marc Hirschi \| Team Sunweb \| + 15s \| \| |                      |                  |          |
| |                      |                  |          |
| Fonte: ProCyclingStats |                      |                  |          |
| Classificação por etapas |                      |                  |          |
| Ciclista | Ciclista             | Equipe           | Tempo    |
| 1. | Søren Kragh Andersen | Team Sunweb      | 4h28m10s |
| 2. | Luka Mezgec          | Mitchelton-Scott | + 15s    |
| 3. | Simone Consonni      | Cofidis          | + 15s    |
| 4. | Peter Sagan          | Bora-Hansgrohe   | + 15s    |
| 5. | Casper Pedersen      | Team Sunweb      | + 15s    |
| 6. | Jasper Stuyven       | Trek-Segafredo   | + 15s    |
| 7. | Tony Martin          | Jumbo-Visma      | + 15s    |
| 8. | Oliver Naesen        | AG2R La Mondiale | + 15s    |
| 9. | Sonny Colbrelli      | Bahrain McLaren  | + 15s    |
| 10. | Marc Hirschi         | Team Sunweb      | + 15s    |

## Classificações ao final da etapa

### Classificação geral(Maillot Jaune)
| \| Classificação geral \| Classificação geral \| Classificação geral \| Classificação geral \| Classificação geral \| \| Ciclista \| Ciclista \| Equipe \| Tempo \| \| \| ------------------- \| ------------------- \| ------------------- \| ------------------- \| ------------------- \| \| 1. \| Primož Roglič \| Jumbo-Visma \| 61h03m00s \| \| \| 2. \| Tadej Pogačar \| UAE Team Emirates \| + 44s \| \| \| 3. \| Egan Bernal \| Ineos Grenadiers \| + 59s \| \| \| 4. \| Rigoberto Urán \| EF Pro Cycling \| + 1m10s \| \| \| 5. \| Nairo Quintana \| Arkéa-Samsic \| + 1m12s \| \| \| 6. \| Miguel Ángel López \| Astana \| + 1m31s \| \| \| 7. \| Adam Yates \| Mitchelton-Scott \| + 1m42s \| \| \| 8. \| Mikel Landa \| Bahrain McLaren \| + 1m55s \| \| \| 9. \| Richie Porte \| Trek-Segafredo \| + 2m06s \| \| \| 10. \| Enric Mas \| Movistar Team \| + 2m54s \| \| |                    |                   |           |
| |                    |                   |           |
| Fonte: ProCyclingStats |                    |                   |           |
| Classificação geral |                    |                   |           |
| Ciclista | Ciclista           | Equipe            | Tempo     |
| 1. | Primož Roglič      | Jumbo-Visma       | 61h03m00s |
| 2. | Tadej Pogačar      | UAE Team Emirates | + 44s     |
| 3. | Egan Bernal        | Ineos Grenadiers  | + 59s     |
| 4. | Rigoberto Urán     | EF Pro Cycling    | + 1m10s   |
| 5. | Nairo Quintana     | Arkéa-Samsic      | + 1m12s   |
| 6. | Miguel Ángel López | Astana            | + 1m31s   |
| 7. | Adam Yates         | Mitchelton-Scott  | + 1m42s   |
| 8. | Mikel Landa        | Bahrain McLaren   | + 1m55s   |
| 9. | Richie Porte       | Trek-Segafredo    | + 2m06s   |
| 10. | Enric Mas          | Movistar Team     | + 2m54s   |

### Classificação por pontos(Maillot Vert)
| Classificação por pontos | Classificação por pontos | Classificação por pontos         | Classificação por pontos | Classificação por pontos |
| Ciclista                 | Ciclista                 | Equipe                           | Pontos                   |                          |
| ------------------------ | ------------------------ | -------------------------------- | ------------------------ | ------------------------ |
| 1.                       | Sam Bennett              | Deceuninck-Quick Step            | 262 pts                  |                          |
| 2.                       | Peter Sagan              | Bora-Hansgrohe                   | 219 pts                  |                          |
| 3.                       | Matteo Trentin           | CCC Team                         | 169 pts                  |                          |
| 4.                       | Bryan Coquard            | B&B Hotels-Vital Concept p/b KTM | 162 pts                  |                          |
| 5.                       | Caleb Ewan               | Lotto-Soudal                     | 158 pts                  |                          |
| 6.                       | Wout van Aert            | Jumbo-Visma                      | 131 pts                  |                          |
| 7.                       | Julian Alaphilippe       | Deceuninck-Quick Step            | 108 pts                  |                          |
| 8.                       | Michael Mørkøv           | Deceuninck-Quick Step            | 106 pts                  |                          |
| 9.                       | Alexander Kristoff       | UAE Team Emirates                | 100 pts                  |                          |
| 10.                      | Marc Hirschi             | Team Sunweb                      | 97 pts                   |                          |

### Classificação da montanha(Maillot à Pois Rouges)
| Classificação da montanha | Classificação da montanha | Classificação da montanha        | Classificação da montanha | Classificação da montanha |
| Ciclista                  | Ciclista                  | Equipe                           | Pontos                    |                           |
| ------------------------- | ------------------------- | -------------------------------- | ------------------------- | ------------------------- |
| 1.                        | Benoît Cosnefroy          | AG2R La Mondiale                 | 36 pts                    |                           |
| 2.                        | Nans Peters               | AG2R La Mondiale                 | 31 pts                    |                           |
| 3.                        | Marc Hirschi              | Team Sunweb                      | 31 pts                    |                           |
| 4.                        | Toms Skujiņš              | Trek-Segafredo                   | 24 pts                    |                           |
| 5.                        | Quentin Pacher            | B&B Hotels-Vital Concept p/b KTM | 21 pts                    |                           |
| 6.                        | Primož Roglič             | Jumbo-Visma                      | 18 pts                    |                           |
| 7.                        | Neilson Powless           | EF Pro Cycling                   | 16 pts                    |                           |
| 8.                        | Daniel Felipe Martínez    | EF Pro Cycling                   | 14 pts                    |                           |
| 9.                        | Maximilian Schachmann     | Bora-Hansgrohe                   | 14 pts                    |                           |
| 10.                       | Tadej Pogačar             | UAE Team Emirates                | 14 pts                    |                           |

### Classificação do melhor jovem(Maillot Blanc)
| Classificação dos jovens | Classificação dos jovens | Classificação dos jovens | Classificação dos jovens | Classificação dos jovens |
| Ciclista                 | Ciclista                 | Equipe                   | Tempo                    |                          |
| ------------------------ | ------------------------ | ------------------------ | ------------------------ | ------------------------ |
| 1.                       | Tadej Pogačar            | UAE Team Emirates        | 61h03m44s                |                          |
| 2.                       | Egan Bernal              | Ineos Grenadiers         | + 15s                    |                          |
| 3.                       | Enric Mas                | Movistar Team            | + 2m10s                  |                          |
| 4.                       | Sergio Higuita           | EF Pro Cycling           | + 25m28s                 |                          |
| 5.                       | Valentin Madouas         | Groupama-FDJ             | + 58m35s                 |                          |
| 6.                       | Lennard Kämna            | Bora-Hansgrohe           | + 1h10m56s               |                          |
| 7.                       | Daniel Felipe Martínez   | EF Pro Cycling           | + 1h16m10s               |                          |
| 8.                       | Neilson Powless          | EF Pro Cycling           | + 1h27m22s               |                          |
| 9.                       | Marc Hirschi             | Team Sunweb              | + 1h28m29s               |                          |
| 10.                      | Harold Tejada            | Astana                   | + 1h29m23s               |                          |

### Classificação por equipas(Classement par Équipe)
| Classificação por equipes | Classificação por equipes | Classificação por equipes | Classificação por equipes |
| Equipe                    | Equipe                    | Tempo                     |                           |
| ------------------------- | ------------------------- | ------------------------- | ------------------------- |
| 1.                        | EF Pro Cycling            | 183h12m36s                |                           |
| 2.                        | Movistar Team             | + 3m00s                   |                           |
| 3.                        | Jumbo-Visma               | + 23m02s                  |                           |
| 4.                        | Trek-Segafredo            | + 29m27s                  |                           |
| 5.                        | Ineos Grenadiers          | + 35m51s                  |                           |
| 6.                        | AG2R La Mondiale          | + 38m24s                  |                           |
| 7.                        | Astana                    | + 38m36s                  |                           |
| 8.                        | Bahrain McLaren           | + 44m11s                  |                           |
| 9.                        | Mitchelton-Scott          | + 1h19m06s                |                           |
| 10.                       | Bora-Hansgrohe            | + 1h32m59s                |                           |

## Abandonos
- Romain Bardet não tomou a saída depois de sofrer uma contusão na cabeça numa queda na etapa anterior.[2]
- Pierre Latour não completou a etapa com dor na coxa como consequência de uma queda que sofreu na 1.ª etapa.[3]